# Francesco Pianeta
Francesco Pianeta (Corigliano Calabro, 8 ottobre 1984) è un pugile italiano naturalizzato tedesco.

## Biografia
Originario della Calabria, a 6 anni emigrò in Germania con la famiglia. Prima di dedicarsi al pugilato, praticò il muay thai con il record di 9 vittorie e 1 sconfitta.

## Carriera

### Gli esordi
Professionista dal 2005, nel 2008 vinse il titolo giovanile dei massimi per la WBC e per la EBU.

### Il temporaneo ritiro
Nel 2010 fu costretto ad un temporaneo ritiro, dopo che gli venne diagnosticato un tumore. Riuscì a superare la malattia con un ciclo di cure, tra cui la chemioterapia.

### Il ritorno
Tornato a combattere già nel 2011, il 4 maggio 2013 affrontò Wladimir Klitschko per i titoli mondiali WBA, IBF, WBO e IBO: viene però sconfitto per ko alla sesta ripresa. L'11 luglio 2015 tentò un nuovo assalto, venendo battuto da Ruslan Chagayev già al primo round.

## Risultati nel pugilato
| Risultato | Record | Avversario             | Metodo | Data              | Round  | Città                         | Note                                                                  |
| --------- | ------ | ---------------------- | ------ | ----------------- | ------ | ----------------------------- | --------------------------------------------------------------------- |
| Sconfitta | 35–5-1 | Tyson Fury             | UD     | 18 agosto 2018    | 10     | Belfast, Irlanda del Nord     |                                                                       |
| Sconfitta | 35–4-1 | Petar Milas            | UD     | 16 giugno 2018    | 10     | Braunlage, Germania           | Per l'IBO International heavyweight title                             |
| Vittoria  | 35–3-1 | Dašo Simeunović        | TKO    | 10 marzo 2018     | 3 (6)  | Braunlage, Germania           |                                                                       |
| Sconfitta | 34–3-1 | Kevin Johnson          | TKO    | 14 ottobre 2017   | 7 (10) | Unterschleißheim, Germania    | Perde l'IBO International heavyweight title                           |
| Vittoria  | 34–2-1 | Oezcan Cetinkaya       | TKO    | 8 luglio 2017     | 2 (10) | Gelsenkirchen, Germania       | Vince il vacante IBO International heavyweight title                  |
| Vittoria  | 33–2-1 | Edi Delibaltaoglu      | TKO    | 17 giugno 2017    | 3 (6)  | Traunreut, Germania           |                                                                       |
| Vittoria  | 32–2-1 | Hasan Olaki            | TKO    | 20 febbraio 2016  | 5 (6)  | Oberhausen, Germania          |                                                                       |
| Sconfitta | 31–2-1 | Ruslan Chagaev         | KO     | 12 luglio 2015    | 1 (12) | Magdeburgo, Germania          | Per il WBA heavyweight title                                          |
| Vittoria  | 31–1-1 | Ivica Bačurin          | UD     | 6 dicembre 2014   | 12     | Budakalász, Ungheria          | Conserva il WBO European heavyweight title                            |
| Vittoria  | 30–1-1 | Mickael Vieira         | KO     | 30 maggio 2014    | 1 (12) | Dresda, Germania              | Vinto il WBO European heavyweight title                               |
| Vittoria  | 29–1-1 | Robert Teuber          | TKO    | 6 dicembre 2013   | 2 (10) | Francoforte, Germania         | Vinto il German International heavyweight title                       |
| Sconfitta | 28–1-1 | Volodymyr Klyčko       | TKO    | 4 maggio 2013     | 6 (12) | Mannheim, Germania            | Per il WBA (Super), IBF, WBO, IBO, The Ring, Lineal heavyweight title |
| Vittoria  | 28–0-1 | Nelson Dario Dominguez | TKO    | 16 novembre 2012  | 1 (10) | Magdeburgo, Germania          |                                                                       |
| Vittoria  | 27–0-1 | Frans Botha            | UD     | 7 settembre 2012  | 10     | Mülheim, Germania             |                                                                       |
| Vittoria  | 26–0-1 | Oliver McCall          | UD     | 16 maggio 2012    | 10     | Francoforte, Germania         |                                                                       |
| Vittoria  | 25–0-1 | Zack Page              | PTS    | 7 gennaio 2012    | 8      | Magdeburgo, Germania          |                                                                       |
| Vittoria  | 24–0-1 | Robert Hawkins         | PTS    | 21 ottobre 2011   | 8      | Francoforte, Germania         |                                                                       |
| Vittoria  | 23–0-1 | Ivica Perković         | TKO    | 2 aprile 2011     | 3 (8)  | Herning, Danimarca            |                                                                       |
| Vittoria  | 22–0-1 | Samir Kurtagić         | UD     | 12 febbraio 2011  | 8      | Mülheim, Germania             |                                                                       |
| Vittoria  | 21–0-1 | Mike Middleton         | KO     | 18 dicembre 2010  | 1 (8)  | Berlino, Germania             |                                                                       |
| Vittoria  | 20–0-1 | Evgeny Orlov           | UD     | 5 dicembre 2009   | 8      | Ludwigsburg, Germania         |                                                                       |
| Vittoria  | 19–0-1 | Matt Skelton           | RTD    | 19 settembre 2009 | 8 (12) | Neubrandenburg, Germania      | Conserva il European Union heavyweight title                          |
| Pareggio  | 18–0–1 | Albert Sosnowski       | PTS    | 4 aprile 2009     | 12     | Düsseldorf, Germania          | Conserva il European Union heavyweight title                          |
| Vittoria  | 18–0   | Johann Duhaupas        | UD     | 20 dicembre 2008  | 12     | Zurigo, Svizzera              | Conserva il European Union heavyweight title                          |
| Vittoria  | 17–0   | Scott Gammer           | RTD    | 30 agosto 2008    | 8 (12) | Berlino, Germania             | Vinto il vacante European Union heavyweight title                     |
| Vittoria  | 16–0   | Michael Marrone        | TKO    | 17 maggio 2008    | 2 (10) | Bayreuth, Germania            | Conserva il WBC Youth heavyweight title                               |
| Vittoria  | 15–0   | Donnell Wiggins        | KO     | 16 febbraio 2008  | 3 (10) | Norimberga, Germania          | Vinto il vacante WBC Youth heavyweight title                          |
| Vittoria  | 14–0   | Paolo Ferrara          | UD     | 29 dicembre 2007  | 8      | Bielefeld, Germania           |                                                                       |
| Vittoria  | 13–0   | Leo Sanchez            | TKO    | 24 novembre 2007  | 2 (8)  | Steyr, Austria                |                                                                       |
| Vittoria  | 12–0   | Colin Wilson           | UD     | 29 settembre 2007 | 8      | Oldenburg, Germania           |                                                                       |
| Vittoria  | 11–0   | Miyan Solomons         | UD     | 23 giugno 2007    | 8      | Zwickau, Germania             |                                                                       |
| Vittoria  | 10–0   | Paolo Ferrara          | SD     | 14 aprile 2007    | 8      | Stoccarda, Germania           |                                                                       |
| Vittoria  | 9–0    | Aleksandrs Borhovs     | PTS    | 25 marzo 2007     | 8      | Dublino, Irlanda              |                                                                       |
| Vittoria  | 8–0    | Georgi Harizanov       | KO     | 17 febbraio 2007  | 2 (6)  | Evere, Belgio                 |                                                                       |
| Vittoria  | 7–0    | Cerrone Fox            | TKO    | 20 gennaio 2007   | 3 (8)  | Basilea, Svizzera             |                                                                       |
| Vittoria  | 6–0    | Valentin Marinel       | TKO    | 25 novembre 2006  | 1 (6)  | Varsavia, Polonia             |                                                                       |
| Vittoria  | 5–0    | Vlado Szabo            | UD     | 11 agosto 2006    | 6      | Toscolano Maderno, Italia     |                                                                       |
| Vittoria  | 4–0    | Dirk Mandelartz        | KO     | 20 maggio 2006    | 1 (6)  | Roma, Italia                  |                                                                       |
| Vittoria  | 3–0    | Ervin Slonka           | TKO    | 29 aprile 2006    | 2 (4)  | Berlino, Germania             |                                                                       |
| Vittoria  | 2–0    | Tomáš Mrázek           | TKO    | 11 marzo 2006     | 2 (4)  | Greifswald, Germania          |                                                                       |
| Vittoria  | 1–0    | Sylvester Petrović     | KO     | 2 luglio 2005     | 2 (4)  | Hattersheim am Main, Germania |                                                                       |